# Nicht eingekreiste zum Heiligen Römischen Reich zugehörige Territorien und Stände

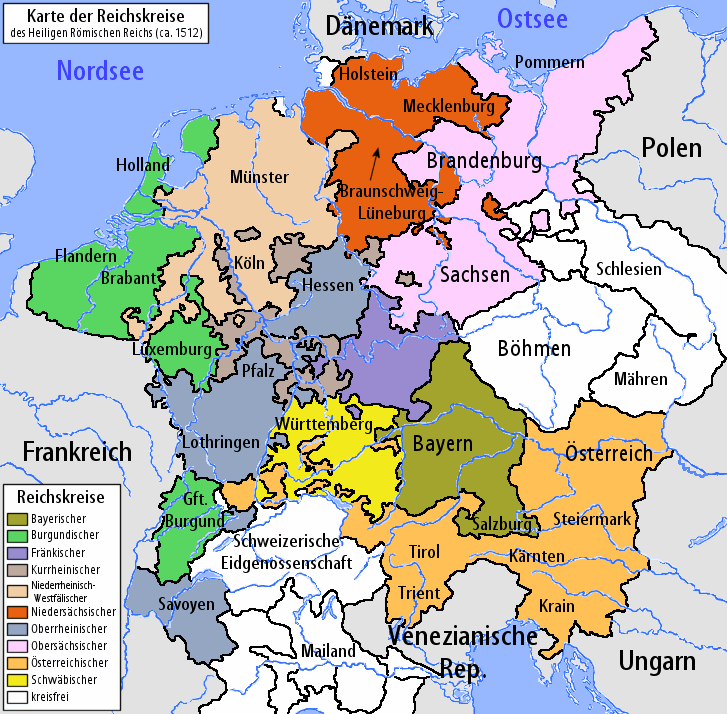
Reichskreiseinteilung am Anfang des 16. Jahrhunderts. Die kreisfreien Territorien sind weiß dargestellt.

Neben den zu Reichskreisen zusammengefassten übergeordneten, territorialen Einheiten bestand im Heiligen Römischen Reich eine Vielzahl von nicht eingekreisten Territorien und Ständen. Diese waren:

## Die Territorien inReichsitalien
- Herzogtum Mantua
- Herzogtum Mailand
- Herzogtum Modena und Reggio
- Markgrafschaft Montferrat
- Herzogtum Parma
- Großherzogtum Toskana

## DieLänder der Böhmischen Krone

Die Länder der Böhmischen Krone

- Königreich Böhmen
- Markgrafschaft Mähren (zu Böhmen)
- Markgrafschaft Oberlausitz (bis 1635 unmittelbares Nebenland der böhmischen Krone, seit dem Prager Frieden (1635) als Lehen an das Kurhaus Sachsen)
- Markgrafschaft Niederlausitz (bis 1635 unmittelbares Nebenland der böhmischen Krone, seit dem Prager Frieden als Lehen an das Kurhaus Sachsen)
- Herzogtum Schlesien (ab 1742 größtenteils preußisch)
- Grafschaft Glatz (bis 1742 Teil Böhmens, ab 1742 preußisch)

## Die Territorien der Alten Eidgenossenschaft
Bereits 1521, bei Einrichtung der Kreiseinteilung, hatten sich die 13 Orte der Eidgenossen aus den Strukturen des Reichs weitgehend gelöst. 1648 wurde die Alte Eidgenossenschaft im Westfälischen Frieden auch formell unabhängig vom Heiligen Römischen Reich Deutscher Nation.

### Dreizehn Souveräne Orte bzw. Kantone
Die Reihenfolge entspricht der traditionellen Zählung. In Klammer die Jahreszahl des Beitritts zur Eidgenossenschaft:

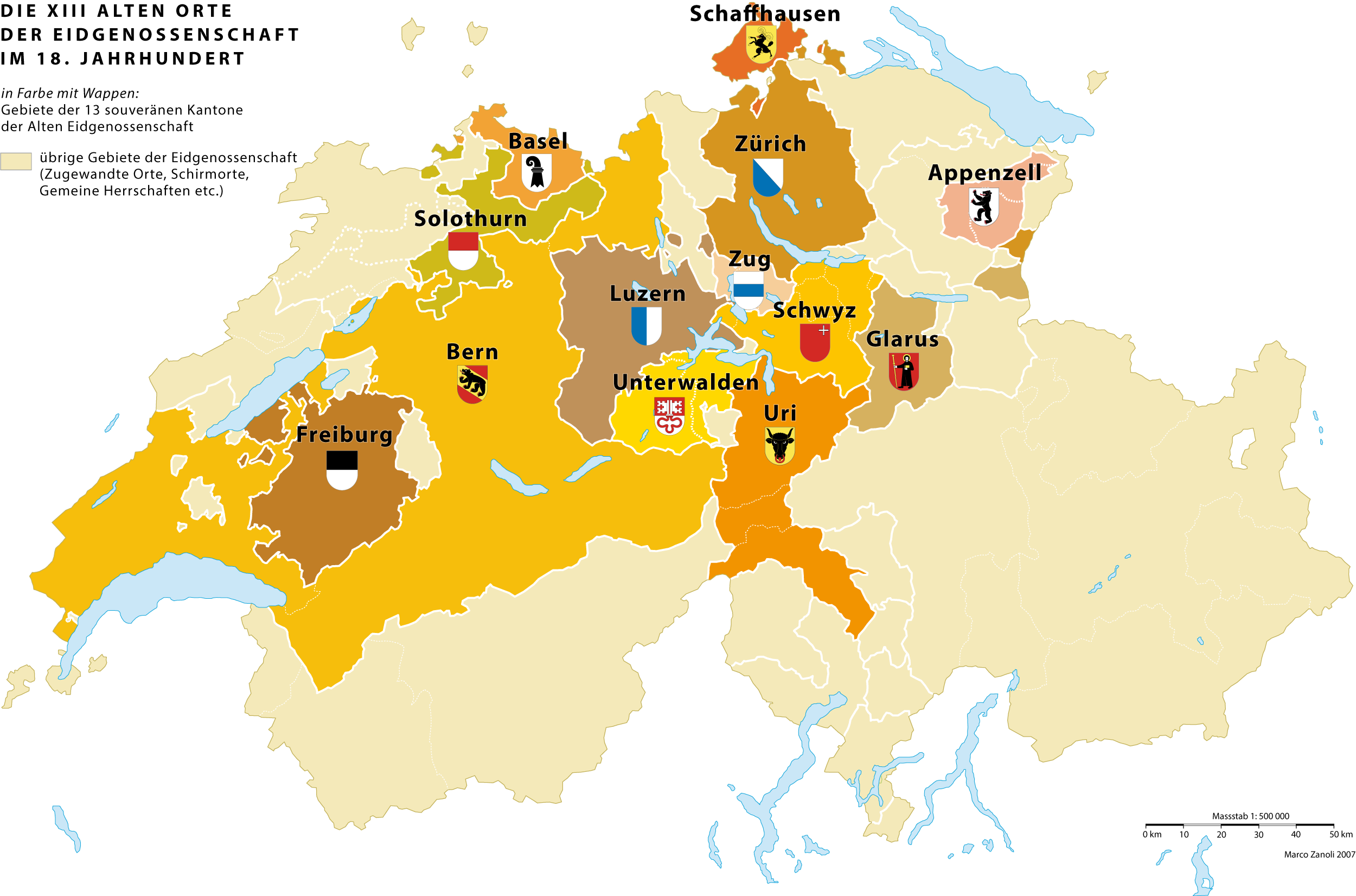
Die Dreizehn Alten Orte und das direkt von ihnen beherrschte Gebiet im 18. Jahrhundert

- Stadt Zürich (1351)
- Stadt Bern (1353)
- Stadt Luzern (1332)
- Land Uri (1291)
- Land Schwyz (1291)
- Land Unterwalden (Ob- und Nidwalden) (1291)
- Land Glarus (1352/1386)
- Stadt und Land Zug (1352)
- Stadt Freiburg (1481), seit 1454 Zugewandter Ort
- Stadt Solothurn (1481), seit 1353 Zugewandter Ort
- Stadt Basel (1501)
- Stadt Schaffhausen (1501), seit 1454 Zugewandter Ort
- Land Appenzell (1513), seit 1411 Zugewandter Ort

### Zugewandte Orte(Verbündete)
Hinter der Jahreszahl des Bündnisses die bündnisschliessenden eidgenössischen Orte:

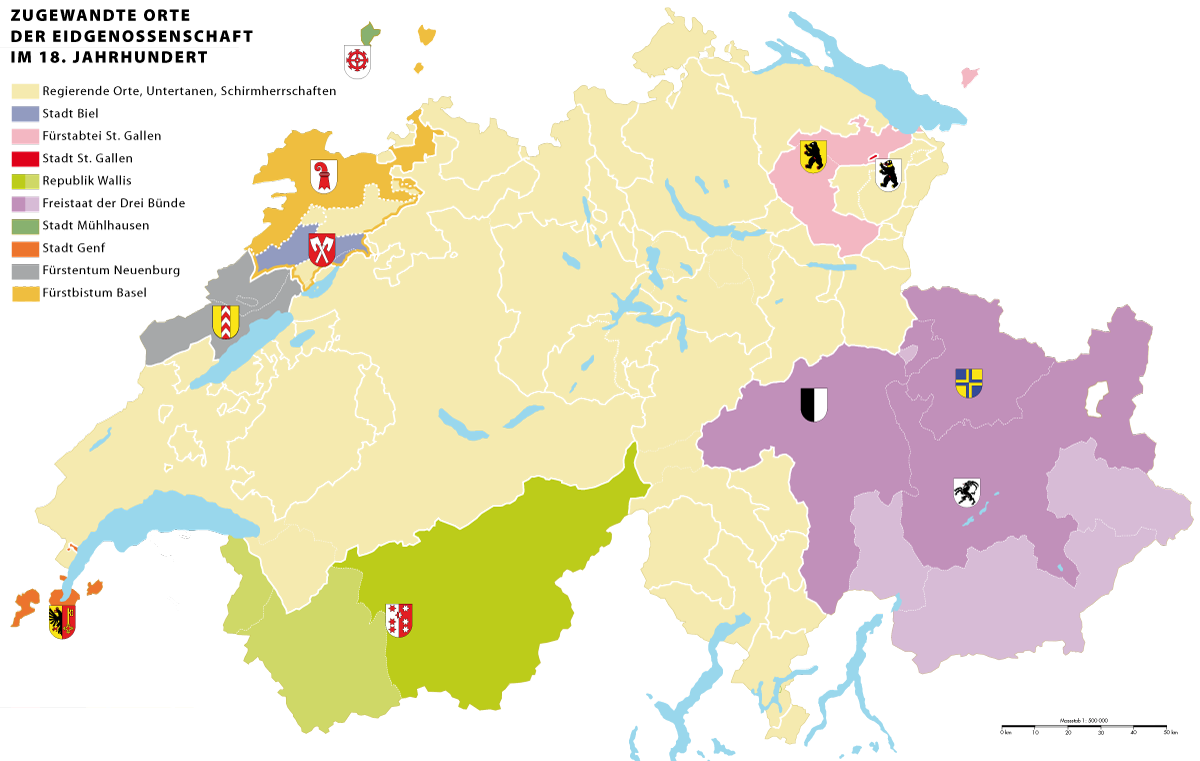
Die Zugewandten Orte der Alten Eidgenossenschaft im 18. Jahrhundert

- Fürstabtei St. Gallen (1451); Zürich, Luzern, Glarus und Schwyz
- Stadt Biel (1353); Bern, Freiburg, Solothurn, nominell unter der Oberhoheit des Hochstifts Basel
- Stadt St. Gallen (1454); Zürich, Bern, Luzern, Schwyz, Zug, Glarus
- Republik Wallis (1416/1417); Luzern, Uri, Unterwalden; 1475 Bern; 1529 Schwyz, Zug, Freiburg; 1533 Solothurn
- Stadt Mülhausen (1515/1586); XII Orte; 1586 nur noch Zürich, Bern, Glarus, Schaffhausen, Basel
- Stadt Genf (1519/36); Bern, Freiburg; 1558 nur noch Bern; 1584 Zürich, Bern
- Fürstentum/Grafschaft Neuenburg (1406/1529); Bern, Solothurn; 1495 Freiburg; 1501 Luzern
- Talschaft Ursern (1317–1410); Uri; 1410 zu Uri
- Weggis (1332–1380); Uri, Schwyz, Unterwalden, Luzern; 1480 zu Luzern
- Stadt Murten (1353–1475); Bern; 1475 Gemeine Herrschaft
- Stadt Payerne (1353–1536); Bern; 1536 zu Bern
- Talschaften Saanen und Château-d’Oex (1403–1555) (Hochgreyerz, Teil der Grafschaft Greyerz); Bern; 1555 zu Bern
- Bellenz (1407–1419); Uri, Obwalden; 1419–22 Gemeine Herrschaft
- Grafschaft Sargans (1437–1483); Schwyz, Glarus; 1483 Gemeine Herrschaft
- Freiherrschaft Sax-Forstegg (1458–1615); Zürich; 1615 zu Zürich
- Stadt Stein am Rhein (1459–1484) Zürich, Schaffhausen; 1484 zu Zürich
- Grafschaft Greyerz (Niedergreyerz) (1475–1555); 1555 zu Freiburg
- Grafschaft Werdenberg (1493–1517); Luzern; 1517 zu Glarus
- Stadt Rottweil (1519–1689); XIII Orte; nach 1632 nur noch Luzern, Uri, Schwyz, Unterwalden, Zug, Solothurn, Freiburg – hatte jedoch als Reichsstadt und Sitz des kaiserlichen Hofgerichts Sitz und Stimme im Schwäbischen Reichskreis
- Hochstift Basel (1579–1735); Luzern, Uri, Schwyz, Unterwalden, Zug, Solothurn, Freiburg
- Freistaat der Drei Bünde (1497/1499); Zürich, Luzern, Uri, Schwyz, Unterwalden, Zug, Glarus; 1600 Wallis; 1602 Bern; nach 1618 eigentlich nur noch Bern und Zürich. Die drei Teilstaaten waren:
  -  Gotteshausbund
  -  Oberer oder Grauer Bund
  -  Zehngerichtebund

### Gemeine Herrschaften (Kondominate)
Neben der Jahreszahl der Erwerbung der Herrschaft stehen die regierenden Orte:

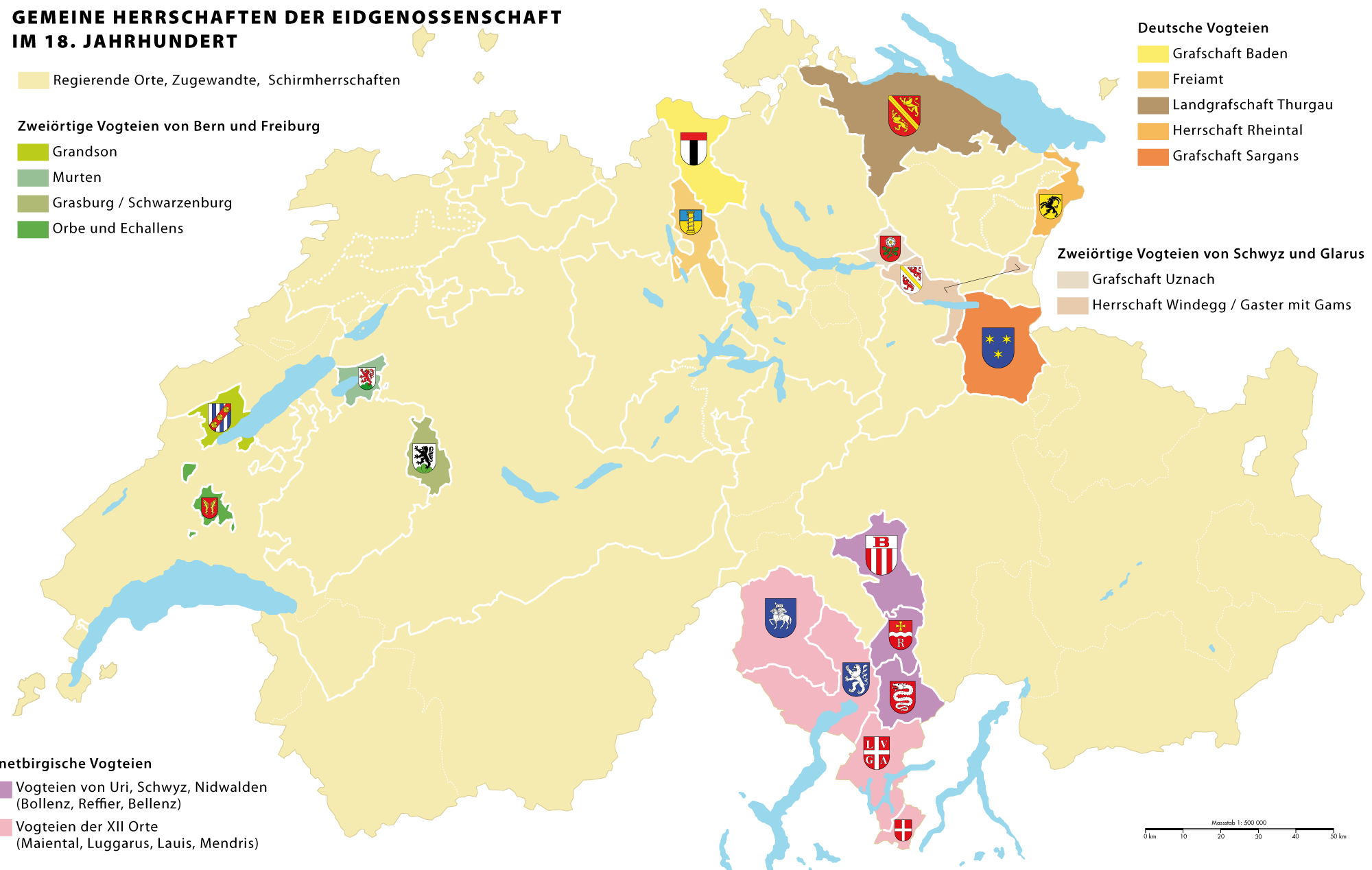
Karte der Gemeinen Herrschaften in der Alten Eidgenossenschaft im 18. Jahrhundert

- Freie Ämter (1415); VII Orte (ohne Bern), nach 1712 Oberes Freiamt: VIII Orte, Unteres Freiamt: Zürich, Bern, Glarus
- Grafschaft Baden (1415); VII Orte (ohne Uri), nach 1443–1712 VIII Orte, danach nur Zürich, Bern, Glarus
- Grafschaft Sargans (1460/1483); VII Orte (ohne Bern), nach 1712 VIII Orte
- Landgrafschaft Thurgau (1460); VII Orte (ohne Bern), nach 1712 VIII Orte
- Herrschaft Rheintal (1490); VIII Orte (ohne Bern mit Appenzell), nach 1712 VIII Orte und Appenzell
- Bollenz (Blenio) (1477–1480, 1495)
- Reffier (Riviera) (1403–1422, 1495)
- Bellenz (Bellinzona) (1500)
- Maiental (Val Maggia) (1512)
- Lauis (Lugano) (1512)
- Luggarus (Locarno) (1512)
- Mendris (Mendrisio) (1512)
- Herrschaft Grasburg/Schwarzenburg (1423)
- Murten (1475)
- Grandson (1475); Bern, Freiburg
- Orbe und Echallens (1475); Bern, Freiburg
- Grafschaft Uznach (1437)
- Herrschaft Windegg/Gaster (1438)
- Herrschaft Hohensax/Gams (1497)
- Hurden (1712)
- Herrschaft Tessenberg/Montagne de Diesse (1388)
- Val Travaglia (1512–1515)
- Val Cuvia (1512–1515)
- Eschental (1512–1515)

### Schirmherrschaften (Protektorate)
Neben der Jahreszahl der Einrichtung des Protektorats sind die Schirmorte (Protektoren) angegeben:
- Dorf Gersau (1332); Luzern, Uri, Schwyz, Unterwalden
- Abtei Einsiedeln (1357); Schwyz
- Abtei Bellelay (1414); Bern, Biel, Solothurn. Steht unter der Hoheit des Hochstifts Basel
- Fürstabtei Engelberg (1425); Luzern, Uri, Schwyz, Unterwalden
- Fürstabtei St. Gallen (1451); Zürich, Luzern, Schwyz, Glarus. Gleichzeitig ist die Fürstabtei Zugewandter Ort
- Herrschaft Rapperswil (1458); bis 1712: Uri, Schwyz, Unterwalden, Glarus, ab 1712 Zürich, Bern, Glarus
- Grafschaft Toggenburg (1436); bis 1718: Schwyz, Glarus, dann Zürich, Bern. Gleichzeitig ist das Toggenburg Untertanengebiet der Fürstabtei St. Gallen
- Abtei Pfäfers (1460–1483); Zürich, Luzern, Uri, Schwyz, Unterwalden, Zug, Glarus; 1483 zur Grafschaft Sargans
- Propstei Moutier-Grandval (1486); Bern. Steht unter der Hoheit des Hochstifts Basel und gilt bis 1797 als Reichsgebiet
- Stadt Neuenstadt/La Neuveville (1388); Bern. Steht unter der Hoheit des Hochstifts Basel
- Erguel (1335); Biel (Militärhoheit). Steht unter der Hoheit des Hochstifts Basel

### Einzelörtische Untertanen von Länderorten und Zugewandten
- Livinen (Leventina) (1403, 1439)
- Ursern (1440)
- Küssnacht (1402)
- Fürstabtei Einsiedeln (1397/1424)
- March (1405/1436)
- Höfe (1440)
- Werdenberg (1485/1517); 1485 zu Luzern; 1517 zu Glarus
- St-Maurice (1475/1477); VII Zenden
- Monthey (1536); VII Zenden
- Lötschental (15. Jh.); V obere Zenden
- Evian (1536–1569); VII Zenden
- Worms (Bormio) (1512)
- Cleven (Chiavenna) (1512)
- Maienfeld (Bündner Herrschaft) (1509–1790); gleichzeitig Mitglied im Zehngerichtebund
- Drei Pleven (1512–1526) mit den folgenden drei Gemeinden und mit 21 zugehörigen Dörfern:
  -  Dongo
  -  Sorico
  -  Gravedona
- Veltlin (Valtellina) (1512) mit den Gemeinden:
  -  Livigno
  -  Morbegno
  -  Sondrio
  -  Teglio
  -  Tirano

## Die folgenden weiteren Territorien
- Herrschaft Asch
- Reichsstift Burtscheid
- Reichskarthause Buxheim
- Propstei Cappenberg
- Herrschaft Dreis
- Reichsherrschaft Dyck
- Frauenstift Elten
- Grafschaft Fagnolle (Herrschaft, seit 1770 Grafschaft, 1787/1788 zum Niederrheinisch-Westfälischen Reichskreis)
- Herrschaft Franckenstein
- Herrschaft Freudenburg
- Land Hadeln
- Reichsherrschaft Homburg
- Herrschaft Jever (als Lehen Brabants, bis 1588, zuvor und später kreisfrei)
- Herrschaft Kniphausen
- Reichsherrschaft Landskron
- Herrschaft Lebach
- Reichsherrschaft Mechernich
- Grafschaft Mömpelgard
- Herrschaft Oberstein
- Reichsstift Ottobeuren
- Herrschaft Pyrmont
- Herrschaft Rhade
- Herrschaft Rheda
- Herrschaft Richold (Herrschaft Rijckholt)
- Herrschaft Saffenburg
- Reichsherrschaft Schauen
- Herrschaft Schaumburg
- Herrschaft Schmalkalden
- Herrschaft Schönau
- Abtei Schönthal
- Herrschaft Schwarzenholz
- Herrschaft Stein (Rheingrafschaft Stein)
- Herrschaft Wasserburg
- Herrschaft Wildenberg
- Herrschaft Wylre (Herrschaft Wijlre)
- Bauernrepublik Dithmarschen (bis zur Inkorporation durch Holstein 1559)
- Herrlichkeit Hoerstgen nebst
  -  Rittersitz Frohnenburg
- reichslehenbare Herrschaft Waldeck mit[1][1]
  -  Miesbach
  -  Wallenburg (ursprünglich Waldenberg)
- Freiherrschaft Haldenstein (1424 bis 1803)
- Herrschaft Nalbacher Tal (auch Hochgericht Nalbacher Tal) mit den Orten
  -  Nalbach
  -  Piesbach
  -  Bettstadt
  -  Bilsdorf
  -  Körprich
  -  Diefflen
- Kirchspiel Winden (unmittelbares Gebiet der Prämonstratenser-Abtei Arnstein) mit den Dörfern bzw. Wüstungen
  -  Winden
  -  Weinähr
  -  Schirpingen
  -  Eschenau
  -  Kodingen (oder auch Ködingen genannt)
  -  Hohental
  -  Dies (arnsteinischer Teil)
  -  und die Burg Langenau
- Ingelheimer Grund (bis zum 14. Jahrhundert Ingelheimer Reich) mit den damaligen Orten und Gemarkungen von
  -  Nieder-Ingelheim mit dem
    -  Weiler Sporkenheim

  -  Ober-Ingelheim
  -  Frei-Weinheim (heute zu Ingelheim)
  -  Großwinternheim (heute zu Ingelheim)
  -  Bubenheim
  -  Elsheim (heute: Stadecken-Elsheim)
  -  Sauer-Schwabenheim (Schwabenheim an der Selz)
  -  Wackernheim
  -  Daxweiler
- Die Freien auf Leutkircher Heide (Amt Gebrazhofen) (Freie Bauern auf dem Gebiet folgender heutiger Ortsteile der Stadt Leutkirch im Allgäu)[2][3][4][5]
  -  Reichenhofen (diese behielten ihre Rechte bis zum Ende des Heiligen Römischen Reiches)
  -  Wuchzenhofen (diese behielten ihre Rechte bis zum Ende des Heiligen Römischen Reiches)
  -  Gebrazhofen (diese behielten ihre Rechte bis zum Ende des Heiligen Römischen Reiches)
  -  Tautenhofen
  -  Herlazhofen (diese behielten ihre Rechte bis zum Ende des Heiligen Römischen Reiches) mit folgenden Wohnplätzen:
    -  Heggelbach
    -  Weipoldshofen

## Das Reichsland (Reichsgut)
- Herrschaft Vogtsberg (Herrschaft Voigtsberg)
- Das reichslehenbare Gut Streit[1]
- Reichswald Schönbuch
- Hasli im Wyssland, ab 1345 zu Bern
- Nürnberger Reichswald
- Klever Reichswald
- Reichswald (Pfalz)
- Kaufunger Wald
- (und weitere)

## DieReichsdörfer
Im 14. Jahrhundert gab es mehr als 100 Reichsdörfer, deren Zahl nach und nach durch Verpfändung, Schenkung und Unterwerfung abnahm.

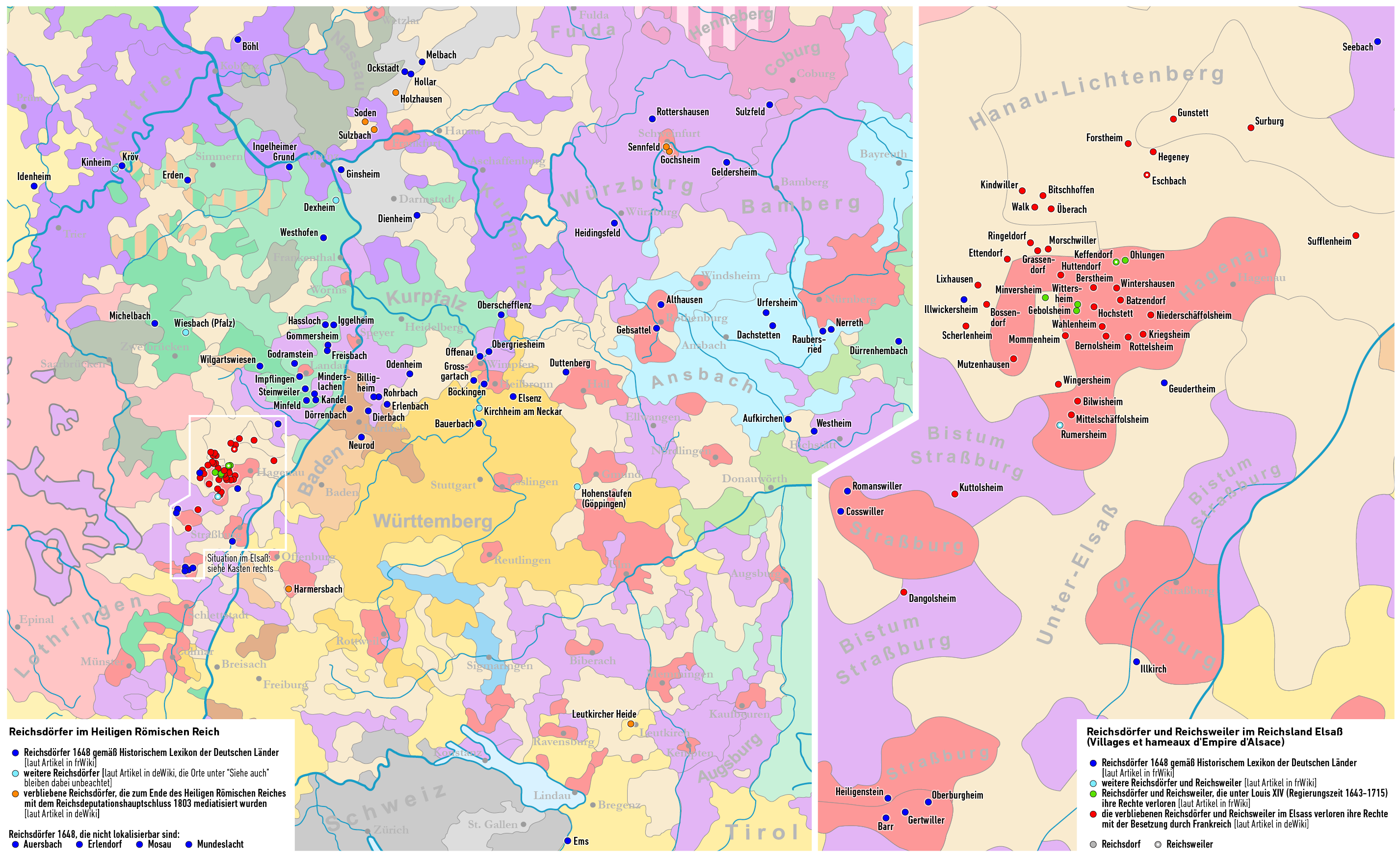
Lage der Reichsdörfer auf einer Karte des Heiligen Römischen Reiches im Jahr 1618

### Die folgenden Reichsdörfer imElsass
- Batzendorf
- Bernolsheim
- Berstheim
- Bilwisheim
- Bitschhoffen
- Bossendorf
- Dangolsheim
- Eschbach
- Ettendorf
- Forstheim
- Grassendorf
- Gunstett
- Hegeney
- Hochstett
- Huttendorf
- Kindwiller
- Kriegsheim
- Kuttolsheim
- Lixhausen
- Minversheim
- Mittelschäffolsheim
- Mommenheim
- Morschwiller
- Mutzenhausen
- Niederschäffolsheim
- Ohlungen
- Ringeldorf
- Rottelsheim
- Scherlenheim
- Sufflenheim (früher auch: Suffelheim)
- Surburg
- Überach
- Wahlenheim
- Walk
- Wingersheim
- Wintershausen
- Wittersheim

### Die folgenden weiteren Reichsdörfer
- Sulzbach (existierte bis zum Ende des Heiligen Römischen Reiches)
- Holzhausen (existierte bis zum Ende des Heiligen Römischen Reiches) (heute als Burgholzhausen Stadtteil von Friedrichsdorf)
- Soden (existierte bis zum Ende des Heiligen Römischen Reiches) (heute: Bad Soden am Taunus)
- Gochsheim (existierte bis zum Ende des Heiligen Römischen Reiches)[7][8]
- Sennfeld (existierte bis zum Ende des Heiligen Römischen Reiches)
- Dexheim, mit den Gemeindeteilen
  -  Dexheim
  -  Nierstein
  -  Schwabsburg
- Freisbach
- Gebsattel
- Ginsheim
- Gommersheim
- Hohenstaufen
- Kinheim
- Kirchheim am Neckar
- Wiesbach
- Kaldorf (früher: Kahldorf)[9][10]
- Petersbach
- Petersbuch[10][11]
- Heiligenkreuz[10][11]
- Rohrbach[10][11]
- Biburg[10][11]
- Wengen[10][11]
- Wangen (ab 1286 Freie Reichsstadt)
- Priestenstett (heute: Prichsenstadt)[7]
- Maynbernheim (heute: Mainbernheim)
- Hüttenheim (auch: Huttenheim)
- Heidingsfeld (auch: Haidingsfeld)
- Rinsheim[6]
- Ahausen (heute: Auhausen)
- Großgartach
- Aufkirchen (auch: Ufkirchen)
- Eglofs (bis 1661)
- Altshausen (auch: Alschhausen, Alshausen)
- Althausen
- Seinsheim[7]
- Birkweiler und weitere Dörfer des ,Siebeldinger Tals' und der Südpfalz: Billigheim, Godramstein, Steinweiler, Erlenbach, Klingen, Rohrbach und Impflingen
- Horrheim
- Melbach
- Ockstadt
- Pfändhausen (1730 als Reichsdorf erwähnt)
- Oberdachstetten (Mittelfranken)
- Mühlhausen an der Enz
- Michelbach
- (und weitere)

## Die folgenden Reichsweiler im Elsass
- Gebolsheim (bei Wittersheim)
- Keffendorf (bei Ohlungen)
- Rumersheim (bei Berstett)
- (und weitere)

## DasReichstal
- Freies Reichstal Harmersbach; existierte bis zum Reichsdeputationshauptschluss mit den Orten:
  -  Oberharmersbach
  -  Unterharmersbach
  -  Zell am Harmersbach (wurde Ende des 14. Jhd. jedoch reichsunmittelbare Reichsstadt im Schwäbischen Reichskreis)

## Die Territorien derReichsritter

### Mitglieder derReichsritterschaft
Zu Ende des Heiligen Römischen Reiches umfasste die Reichsritterschaft etwa 350 Familien mit ungefähr 450 000 Untertanen.

#### Fränkischer Ritterkreis
Der Fränkische Ritterkreis gliederte sich nach Regionen in folgende 6 Ritterkantone:
- Ritterkanton Altmühl für das Gebiet entlang der Altmühl mit Sitz in Wilhermsdorf
- Ritterkanton Baunach für das Gebiet um Baunach (Bamberger Land) mit dortigem Sitz
- Ritterkanton Gebürg für das Fichtelgebirge und die Fränkische Schweiz mit Sitz in Bamberg
- Ritterkanton Odenwald für den Odenwald mit Sitz in Kochendorf
- Ritterkanton Rhön-Werra für das Gebiet entlang von Rhön und Werra mit Sitz in Schweinfurt
- Ritterkanton Steigerwald für den Steigerwald mit Sitz in Erlangen

#### Rheinischer Ritterkreis
Der Rheinische Ritterkreis gliederte sich nach Regionen in folgende 3 Ritterkantone:
- Ritterkanton Oberrhein
- Ritterkanton Mittelrhein
- Ritterkanton Niederrhein

#### Schwäbischer Ritterkreis
Der Schwäbische Ritterkreis gliederte sich nach Regionen in folgende 5 Ritterkantone:
- Ritterkanton Donau
- Ritterkanton Hegau-Allgäu-Bodensee
- Ritterkanton Kocher
- Ritterkanton Kraichgau
- Ritterkanton Neckar-Schwarzwald-Ortenau

### Reichsritter alsBriefadel
- Reichsritter als Briefadel